# Oszkár Csuvik
Oszkár Csuvik (ur. 28 marca 1925 w Budapeszcie, zm. 13 października 2008 w Sydney) – węgierski piłkarz wodny. 
Zdobył srebrny medal na igrzyskach olimpijskich w 1948 w Londynie. Po igrzyskach pozostał w Wielkiej Brytanii, a w 1950 wyemigrował do Australii, gdzie przybrał nazwisko Oscar Fleming, a następnie Oscar Charles.
Prowadził jako trener australijską drużynę piłki wodnej na igrzyskach olimpijskich w 1952 w Helsinkach. W Australii pracował jako księgowy.